# EcoGlass
EcoGlass, a.s. je česká rodinná firma se sídlem v Jablonci nad Nisou. Společnost se zabývá lisováním přesné optiky pro světelné a dekorativní aplikace. Výrobky společnosti lze nalézt v pouličním nebo průmyslovém osvětlení či jako skleněné hranoly v osvětlení ranvejí. V automobilovém průmyslu lze nalézt skleněné čočky společnosti EcoGlass v hlavních světlometech (Bentley Continental GT V8), v mlhovkových světlech (Jaguar F-Pace) nebo v interiéru některých luxusních aut. Například Aston Martin DB9 má všechny skleněné prvky na palubní desce vyrobené v ČR. Startovací tlačítko lze pak nalézt i v dalších modelech Aston Martin, třeba DB11, Superlega nebo Vantage.[zdroj?]
EcoGlass je jedním z předních výrobců skleněné optiky pro solární průmysl, konkrétně pro koncentrátorové systémy. Lisovaná optika, na kterou jsou v celém systému kladeny nemalé nároky, je klíčovým prvkem celé solární elektrárn.
Společnost publikovala také článek o optickém návrhu osvětlení pro letiště, ve spolupráci s českým výrobcem Transcon.
Společnost získala několik ocenění, například v roce 2019 1. místo v Libereckém kraji v Ocenění českých lídrů, v roce 2020 získala druhé místo v Libereckém kraji v soutěži Vodafone firma roku.[zdroj?]